# BRIT Awards 2024
Die Brit Awards 2024 wurden am 2. März 2024 von der British Phonographic Industry (BPI) verliehen. Die Show fand wie die Jahre zuvor in The O2 Arena in London statt. Moderiert wurde die Verleihung von den Radiomoderatorinnen und -moderatoren Clara Amfo, Maya Jama und Roman Kemp.
Die Nominierungen waren bereits am 24. Januar 2024 verkündet worden.

## Auftritte
| Künstler                     | Lied                                                                        |
| ---------------------------- | --------------------------------------------------------------------------- |
| Dua Lipa                     | Training Season                                                             |
| Calvin Harris Ellie Goulding | Miracle                                                                     |
| Tate McRae                   | Greedy                                                                      |
| Jungle                       | Back On 74                                                                  |
| Raye                         | Ice Cream Man Prada Escapism.                                               |
| Becky Hill Chase & Status    | Disconnect                                                                  |
| Rema                         | Calm Down                                                                   |
| Kylie Minogue                | Padam Padam Can’t Get You Out of My Head Love at First Sight All the Lovers |

## Gewinner und Nominierte
| British Album of the Year (präsentiert von Jaime Winstone und Stuart Worden) | Song of the Year (präsentiert von Monica Dolan und Jo Hamilton) |
| --- | --- |
| - Raye – My 21st Century Blues - Blur – The Ballad of Darren - J Hus – Beautiful and Brutal Yard - Little Simz – No Thank You - Young Fathers – Heavy Heavy | - Raye featuring 070 Shake – Escapism. - Calvin Harris and Ellie Goulding – Miracle - Cassö, Raye und D-Block Europe – Prada - Central Cee – Let Go - Dave und Central Cee – Sprinter - Dua Lipa – Dance the Night - Ed Sheeran – Eyes Closed - J Hus featuring Drake – Who Told You - Kenya Grace – Strangers - Lewis Capaldi – Wish You the Best - PinkPantheress – Boy’s a Liar - Rudimental, Charlotte Plank und Vibe Chemistry – Dancing Is Healing - Stormzy featuring Debbie Firebabe - Switch Disco und Ella Henderson – React - Venbee and Goddard. – Messy in Heaven |
| British Artist of the Year (präsentiert von Jonathan Bailey) | British Group (präsentiert von Green Day) |
| - Raye - Arlo Parks - Central Cee - Dave - Dua Lipa - Fred Again - J Hus - Jessie Ware - Little Simz - Olivia Dean | - Jungle - Blur - Chase & Status - Headie One & K-Trap - Young Fathers |
| Best Pop Act (präsentiert von Peter Crouch und Abbey Clancy) | Brit Award for British R&B Act (präsentiert von Jess Glynne und Aitch) |
| - Dua Lipa - Calvin Harris - Charli XCX - Olivia Dean - Raye | - Raye - Cleo Sol - Jorja Smith - Mahalia - Sault |
| Best Dance Act (präsentiert von Alison Oliver und Charli XCX) | Best Rock/Alternative Act (präsentiert von Luke Evans und Marisa Abela) |
| - Calvin Harris - Barry Can't Swim - Becky Hill - Fred Again - Romy | - Bring Me the Horizon - Blur - The Rolling Stones - Young Fathers - Yussef Dayes |
| Best Hip Hop/Grime/Rap Act (präsentiert von Kingsley Ben-Adir und Ashley Walters) | Best New Artist (präsentiert von Joe Keery) |
| - Casisdead - Central Cee - Dave - J Hus - Little Simz | - Raye - Mahalia - Olivia Dean - PinkPantheress - Yussef Dayes |
| International Artist of the Year (präsentiert von Joanne Froggatt) | International Group of the Year (präsentiert von Yinka Bokinni und Jack Saunders) |
| - SZA - Asake - Burna Boy - Caroline Polachek - CMAT - Kylie Minogue - Lana Del Rey - Miley Cyrus - Olivia Rodrigo - Taylor Swift | - Boygenius - Blink-182 - Foo Fighters - Gabriels - Paramore |
| Best International Song (präsentiert von Rob Beckett und Bimini Bon-Boulash) | Rising Star |
| - Miley Cyrus – Flowers - Billie Eilish – What Was I Made For? - David Kushner – Daylight - Doja Cat – Paint the Town Red - Jazzy – Giving Me - Libianca – People - Meghan Trainor – Made You Look - Noah Kahan – Stick Season - Oliver Tree und Robin Schulz – Miss You - Olivia Rodrigo – Vampire - Peggy Gou – (It Goes Like) Nanana - Rema – Calm Down - SZA – Kill Bill - Tate McRae – Greedy - Tyla – Water | - The Last Dinner Party - Caity Baser - Sekou |
| Songwriter of the Year (präsentiert von Clara Amfo) | |
| - Raye | |
| Producer of the Year (präsentiert von Vick Hope und Ivan Toney) | |
| - Chase & Status | |
| Global Icon Award (präsentiert von Dua Lipa) | |
| - Kylie Minogue | |